# Spinnerdorf
Ein Spinnerdorf ist ein Siedlungstyp aus der Mitte des achtzehnten Jahrhunderts, der im Rahmen der friderizianischen Binnenkolonisation besonders in Brandenburg entstand.

## Merkmale
Die Spinnerdörfer wurden maßgeblich durch den Geheimrat Johann Friedrich Pfeiffer entwickelt. Die Spinnerdörfer lebten ursprünglich nicht von der Landwirtschaft, sondern von der Heimarbeit. Dadurch war die Anzahl der Feuerstellen deutlich höher als in älteren Bauerndörfern. Die Spinnerdörfer entstanden daher auf landwirtschaftlich wenig ertragreichen Flächen, oder wüsten Feldmarken.

## Geschichte
Unter König Friedrich II. wurde das Vorhaben gefasst, eine eigene Seidenproduktion in Preußen aufzubauen. Hierfür gab es in zahlreichen bestehenden Dörfern und Siedlungen Maulbeeranpflanzungen, um Seidenraupen züchten zu können. Zur Weiterverarbeitung waren zum einen gelernte Spinner und zum anderen neue Produktionsorte gefragt. So sollten verteilt auf das Land sogenannte „Spinnerdörfer“ entstehen, deren Bewohner die in den umliegenden Orten produzierte Seide zu Garn verspinnen sollten. 1794 wurden in der Kurmark 17 Spinnerdörfer gezählt, von denen neun auf Pfeiffer zurückgehen.

## Liste der Spinnerdörfer
| Name               | Spinnart          | Gründung | Gründer      | Siedlerzahl                  | heutige Situation             |
| ------------------ | ----------------- | -------- | ------------ | ---------------------------- | ----------------------------- |
| Baiersberg         | Wollspinner       | 1764     | Brenckenhoff |                              | Ortslage von Buschdorf        |
| Gerickenberg       | Wollspinner       | 1764     | Brenckenhoff |                              | Ortslage von Buschdorf        |
| Gosen              | Wollspinner       | 1753     |              |                              | Ortsteil von Gosen-Neu Zittau |
| Freienthal         |                   | 1754     |              |                              | Ortsteil von Planebruch       |
| Friedrichshagen    | Seidenspinner     | 1753     | Pfeiffer     |                              | Ortsteil von Berlin           |
| Lehmannshöfel      | Wollspinner       | 1764     | Brenckenhoff |                              | Ortslage von Buschdorf        |
| Neu Friedrichsdorf | Spinner und Weber | 1765     | Levin        | 100 Familien 50 Doppelhäuser | Ortsteil von Rathenow         |
| Neu Zittau         | Wollspinner       | 1752     | Pfeiffer     | 100 Familien 50 Doppelhäuser | Ortsteil von Gosen-Neu Zittau |
| Rehfeld            |                   | 1756     |              |                              | Ortsteil von Letschin         |
| Sachsenhausen      |                   | 1752     | Pfeiffer     |                              | Ortsteil von Oranienburg      |
| Schönwalde         |                   | 1753     | Pfeiffer     |                              | Ortsteil von Wandlitz         |
| Sophienthal        |                   | 1756     |              |                              | Ortsteil von Letschin         |
| Sydowswiese        |                   | 1756     |              |                              | Ortsteil von Letschin         |